# Sistema Nacional de Aeroportos do Canadá
O Sistema Nacional de Aeroportos do Canadá (National Airports System, abreviação oficial: NAS) inclui todos os aeroportos canadenses que possuem um tráfego anual de passageiros de no mínimo 200 milhares de passageiros, bem como todos os aeroportos atendendo Ottawa e capitais de províncias e territórios do Canadá. Todos os aeroportos do NAS são de propriedade de Transport Canada, a agência de transportes canadense.
Qualquer aeroporto que possui um tráfego anual de 200 mil passageiros ou mais por um período de três anos consecutivos será adicionada ao NAS, e qualquer aeroporto não localizado em uma capital cujo movimento anual de passageiros caia abaixo de 200 mil por três anos consecutivos será removida do NAS. Em 1994, o NAS controlava 26 aeroportos que atendiam a 94% de todos os voos regulares de passageiros e de carga no país.

## Aeroportos controlados pelo NAS
Atualizado em 1 de abril de 2005:
- Colúmbia Britânica
  - Aeroporto Internacional de Kelowna
  - Aeroporto Prince George
  - Aeroporto Internacional de Vancouver
  - Aeroporto Internacional de Victoria

- Alberta
  - Aeroporto Internacional de Calgary
  - Aeroporto Internacional de Edmonton

- Saskatchewan
  - Aeroporto Internacional de Regina
  - Aeroporto Internacional de Saskatoon

- Manitoba
  - Aeroporto Internacional de Winnipeg

- Ontário
  - Aeroporto Internacional de Londres
  - Aeroporto Internacional Ottawa Macdonald-Cartier
  - Aeroporto Internacional de Thunder Bay
  - Aeroporto Internacional Toronto Pearson

- Quebec
  - Aeroporto Internacional Montréal-Pierre Elliott Trudeau
  - Aeroporto Internacional Montréal-Mirabel
  - Aeroporto Internacional Québec-Jean Lesage

- Novo Brunswick
  - Aeroporto Internacional de Fredericton
  - Aeroporto Internacional de Moncton
  - Aeroporto Internacional de Saint John

- Nova Escócia
  - Aeroporto Internacional de Halifax

- Ilha do Príncipe Eduardo
  - Aeroporto Internacional de Charlottetown

- Terra Nova e Labrador
  - Aeroporto Internacional de St. John's

- Nunavut
  - Aeroporto Internacional de Iqaluit

- Territórios do Noroeste
  - Aeroporto Internacional de Yellowknife

- Yukon
  - Aeroporto Internacional de Whitehorse